# Nederlandse kampioenschappen schaatsen afstanden 1995 - 3000 meter vrouwen
De 3000 meter vrouwen op de Nederlandse kampioenschappen schaatsen afstanden 1995 werd gereden in december 1994, in ijsstadion De Uithof bij Den Haag. Er namen veertien schaatssters deel.
Carla Zijlstra was titelverdedigster na haar zege tijdens de NK afstanden 1994. Ze wist haar titel te prolongeren.

## Statistieken

### Uitslag
| #      | Schaatser          | tijd    |
| ------ | ------------------ | ------- |
| Goud   | Carla Zijlstra     | 4.31,84 |
| Zilver | Annamarie Thomas   | 4.34,13 |
| Brons  | Lia van Schie      | 4.34,63 |
| 4      | Tonny de Jong      | 4.34,82 |
| 5      | Renate Groenewold  | 4.37,55 |
| 6      | Sandra 't Hart     | 4.37,90 |
| 7      | Colette Zee        | 4.37,96 |
| 8      | Jenita Smit        | 4.38,29 |
| 9      | Barbara de Loor    | 4.39,44 |
| 10     | Martine Oosting    | 4.43,81 |
| 11     | Andrea Nuyt        | 4.44,79 |
| 12     | Marjan Mager       | 4.46,72 |
| 13     | Jolanda Grimbergen | 4.50,73 |
| 14     | Gretha Smit        | 4.58,35 |